# Laza (parroquia)
Laza (llamada oficialmente San Xoán de Laza) es una parroquia y una villa española del municipio de Laza, en la provincia de Orense, Galicia.

## Toponimia
La parroquia también es conocida por el nombre de San Juan de Laza.

## Organización territorial
La parroquia está formada por tres entidades de población:
- Cimadevila
- Laza
- Souteliño

## Demografía

### Parroquia
| Gráfica de evolución demográfica de Laza (parroquia) entre 2000 y 2022 |
|                                                                        |
| Datos según el nomenclátor publicado por el INE.                       |

### Villa
| Gráfica de evolución demográfica de Laza (villa) entre 2000 y 2022 |
|                                                                    |
| Datos según el nomenclátor publicado por el INE.                   |